# Цимбал Микола Андрійович
Микола Андрійович Цимбал (20 січня 1925 — 15 січня 2020) — радянський воєначальник, генерал-лейтенант авіації, учасник Німецько-Радянської  війни .

## Біографія
Микола Андрійович Цимбал народився 20 січня 1925 року у селі Насташка Рокитянського району Київської області.

### У війну
- 1941—1942 рр. — курсант, командир взводу, заступник командира роти 2-го Московського військово-піхотного училища.
- 1942—1945 рр. — воював на посаді комсорга стрілецького полку[якого?] ; важкого самохідного артполку[якого?] на Білоруському та 2-му Прибалтійському фронтах.

### Після війни
- Після війни закінчив Військово-політичну академію імені Ст. І. Леніна .
- Служив на посадах:
  - помічника начальника політвідділу корпусу,
  - помічника начальника політвідділу армії,
  - помічника начальника політуправління Бакинського округу ППО з комсомольської роботи;
  - начальником політвідділу бомбардувальної авіадивізії,
  - заступником командувача Групою військ в Арктиці.
- 1966 року — закінчив Військову академію Генерального штабу .
- Послідовно обіймав посади:
  - 1966—1972 рр. — члена Військової ради 1-ї Особливої Далекосхідної повітряної армії,
  - 1972—1981 рр. — першого заступника начальника політуправління ВПС СРСР ,
  - 1981—1988 рр. — заступника начальника Військово-повітряної академії імені Ю. А. Гагаріна .

### У відставці
- 1988—1995 рр. — Після відставки працював заступником голови Радянського та Російського комітетів ветеранів війни.

## Особисте життя
Проживав у Москві. Помер 15 січня 2020 року . Похований у Москві на Троєкурівському цвинтарі .

## Публікації
Микола Андрійович — кандидат історичних наук, доцент, автор публікацій зі спеціальної тематики, а також — матеріалів у книгах:
- "Комісари на лінії вогню. 1941—1945 гг. ",
- «Перший космонавт планети Земля».

## Нагороди
Микола Андрійович був нагороджений орденами:
- орден Червоного Прапора,
- орден Трудового Червоного Прапора,
- два ордени Вітчизняної війни І ступеня,
- два ордени Червоної Зірки,
- орден «За службу Батьківщині у Збройних Силах СРСР» ІІ ступеня,
- орден «За службу Батьківщині у Збройних Силах СРСР» ІІІ ступеня,
- орден Пошани (25.08.2011, за активну громадську роботу з соціальної підтримки ветеранів та патріотичного виховання молоді)[5] ,
- орден Дружби (01.04.1995, за багаторічну плідну роботу з патріотичного виховання молоді, соціальний захист ветеранів та зміцнення дружби між народами)[6] ,
- більш як 30 медалями.